# Jens Holdgaard
Jens Christian Holdgaard (30. september 1874 i Skovby ved Hammerum – 28. oktober 1936) var en dansk husmand og politiker.
Han var medlem af Landstinget for Det radikale Venstre fra 1918 til 1924 samt medlem af Folketinget fra 1924 til 1932. Efternavnet Holdgaard stammer fra faderens fødegård i nærheden af Ikast. Jens Holdgaard selv er dog født i Gjellerup sogn.